# Wedding Nightmare
Série Wedding Nightmare
Ready or Not 2: Here I Come
(2026)
Pour plus de détails, voir Fiche technique et Distribution.
Wedding Nightmare, ou Prêt pas prêt au Québec, (Ready or Not) est une comédie horrifique américaine réalisée par Tyler Gillett et Matt Bettinelli-Olpin, sortie en 2019.
Le film suit Grace (Samara Weaving) qui est invitée à rejoindre la famille de son mari (Mark O'Brien), les Le Domas, pour une soirée jeu le soir de leurs mariage. Il s'agit d'une tradition familiale où, après chaque mariage, le nouveau venu tire une carte qui indique le jeu de la soirée. Selon le jeu, il rejoint officiellement la famille après la partie. Néanmoins, Grace tire la carte pour jouer à cache-cache, le seul jeu qui condamne le nouveau membre à un funeste destin. Elle va alors passer la nuit à essayer d'échapper à la famille pour survivre.
Après sa diffusion en avant-première au festival FanTasia, le film reçoit un accueil majoritairement positif de la critique, notamment pour la performance de Samara Weaving ainsi que pour son ton qui mélange horreur et humour noir. Financièrement, il devient également un petit succès au box-office, récoltant un peu plus de 57 millions de dollars dans le monde. Une suite, intitulée Ready or Not 2: Here I Come, est prévue pour 2026.

## Synopsis
Une nuit, dans le manoir des Le Domas, qui ont fait fortune dans les jeux de société, le jeune Daniel Le Domas cache son petit frère Alex alors que Charles, l'homme qui a épousé leur tante Helene plus tôt, est traqué et abattu de plusieurs flèches.
Trente ans plus tard, Alex accepte de revenir dans le manoir pour se marier avec Grace. À minuit, Grace est invitée à rejoindre la famille pour écouter la légende familiale : chaque nouveau membre de la famille se voit proposer un jeu pour la soirée, décidé par une mystérieuse boite en bois, héritage des Le Domas depuis quatre générations et preuve d'un pacte qui a permis la fortune de la famille. Grace reçoit la carte « Cache-Cache ». Elle a 100 secondes pour se cacher dans la maison ; elle pense que le jeu est sans risque, mais en son absence, Tony le père, Becky la mère, Helene la tante, Daniel le frère et sa femme Charity, ainsi qu'Émilie, la sœur et son mari Fitch, prennent possession de diverses armes pour la tuer.
Alex, retenu dans un salon, s'échappe par les couloirs des domestiques et veut faire fuir Grace avant qu'elle ne découvre la vérité, mais ils voient Émilie, cocaïnomane, tuer une des jeunes servantes dans un geste de panique. Grace est choquée mais obtient des explications : la partie de cache-cache est le seul jeu impliquant le sacrifice du nouveau membre avant l'aube, sinon la légende veut qu'elle disparaisse et perde tout, selon l'accord passé entre l'ancêtre des Le Domas et Mr. Le Bail. Mais Alex refuse et tente d'arranger la fuite de Grace par la cuisine.
En se perdant dans les couloirs, Grace trouve la famille et une deuxième servante est tuée. Elle trouve aussi Daniel, à part et lui aussi contre la tradition familiale, il se contente de la laisser fuir. Alex est trouvé après qu'il a désactivé le verrouillage de la maison. Grace doit maîtriser Stevens, le majordome, avant de pouvoir sortir. Elle se réfugie dans la grange, où Georgie, un des fils d'Émilie, lui tire dans la main. Elle tombe dans une cave où sont conservés les restes des victimes, puis en sort et parvient à arracher un barreau de la grille pour sortir du domaine. Stevens retrouve Grace et la poursuit en voiture, mais elle parvient à l'étrangler pour lui faire perdre connaissance. En fuyant en voiture, Grace tente de prévenir la police mais la voiture est arrêtée car déclarée volée. Stevens la retrouve et l'endort en lui tirant dessus avec un tranquilisant. Pendant le retour, Grace parvient à provoquer un accident qui tue Stevens. Elle est retrouvée blessée par Daniel, qui la capture, se sachant observé par son père.
Le rituel commence et, alors que les Le Domas partagent une coupe, ils commencent à vomir du sang. Daniel a légèrement empoisonné le vin pour libérer Grace et punir sa famille. Alex parvient à s'échapper. Daniel est abattu d'une balle dans la gorge par Charity. Grace est retrouvée par Becky, qui finit la tête défoncée par la boîte en bois, et provoque un début d'incendie dans sa fuite. En trouvant les corps de son frère et de sa mère et convaincu qu'elle ne voudra plus de lui si elle devait survivre, Alex attrape Grace et appelle sa famille.
Le rituel satanique reprend mais Alex, alors qu'il voulait poignarder le cœur d'une Grace immobilisée, ne touche que son épaule. Helene, la plus dévouée à la tradition, est horrifiée en voyant que l'aube s'est levée. Rien ne se passe, jusqu'à ce que Helene tente de tuer Grace. Un à un, les corps des Le Domas explosent alors en une gerbe de sang. Seule survivante, Grace aperçoit dans les flammes Mr. Le Bail, qui lui fait un signe de tête saluant sa survie. Elle sort de la maison alors que la police et les pompiers arrivent, puis s'assoit sur le perron pour fumer une cigarette. Quand les secours lui demandent ce qu'il s'est passé, elle répond : « La belle-famille. »

## Fiche technique
Sauf indication contraire, les informations mentionnées dans cette section peuvent être confirmées par la base de données cinématographiques IMDb,  présente dans la section « Liens externes ».
- Titre original : Ready or Not
- Titre français : Wedding Nightmare
- Titre québécois : Prêt pas prêt
- Réalisation : Matt Bettinelli-Olpin et Tyler Gillett
- Scénario : Guy Busick et R. Christopher Murphy
- Décors : Andrew M. Stearn
- Costumes : Avery Plewes
- Photographie : Brett Jutkiewicz
- Montage : Terel Gibson
- Musique : Brian Tyler
- Casting : John Buchan, Jason Knight et Yesi Ramirez
- Production : Bradley J. Fischer, William Sherak, James Vanderbilt et Tripp Vinson
- Producteurs délégués : Daniel Bekerman, Tracey Nyberg et Chad Villella
- Sociétés de production : Mythology Entertainment, Vinson Films et Radio Silence Productions
- Sociétés de distribution : Fox Searchlight Pictures (Walt Disney Studios Motion Pictures)
- Budget : 6 000 000 USD
- Pays de production :  États-Unis
- Langue originale : anglais
- Format : couleur - 2.39:1 - son Dolby Atmos
- Genre : comédie horrifique et fantastique
- Durée : 95 minutes
- Dates de sortie :
  - États-Unis et Canada : 21 août 2019
  - France et Belgique : 28 août 2019
- Classification :
  - États-Unis : R - Restricted (Interdit aux moins de 17 ans non accompagné d'un adulte)
  - France : Interdit aux moins de 12 ans
  - Québec : 13 ans +

## Distribution
- Samara Weaving (VF : Caroline Mozzone ; VQ : Aurélie Laroche) : Grace Maccaullay-Le Domas
- Mark O'Brien (VF : Benjamin Gasquet ; VQ : Gabriel Lessard) : Alex Le Domas
- Adam Brody (VF : Donald Reignoux ; VQ : Nicolas Charbonneaux-Collombet) : Daniel Le Domas
- Henry Czerny (VF : Guy Chapellier ; VQ : Jean-Luc Montminy) : Tony Le Domas
- Andie MacDowell (VF : Rafaèle Moutier ; VQ : Marie-Andrée Corneille) : Becky Le Domas
- Melanie Scrofano (VF : Fily Keita ; VQ : Véronique Marchand) : Émilie Le Domas-Bradley
- Kristian Bruun (VF : Thibaut Lacour ; VQ : Thiéry Dubé) : Fitch Bradley
- Elyse Levesque (VF : Marie-Eugénie Maréchal ; VQ : Kim Jalabert) : Charity Le Domas
- Nicky Guadagni (en) (VF : Françoise Vallon ; VQ : Élise Bertrand) : Helene Le Domas
- John Ralston (VF : Christian Gonon ; VQ : Daniel Picard) : Stevens
- Liam MacDonald  : Georgie Bradley
- Ethan Tavares  : Gabe Bradley
- Hanneke Talbot (VF : Maud Vincent) : Clara
- Celine Tsai (VF : Juliette Poissonnier) : Tina
- Daniela Barbosa  : Dora
- Andrew Anthony  : Charles
- Nat Faxon (VF : Damien Ferrette) : Justin (voix)
- James Vanderbilt : Le Bail (caméo, non-crédité)

 Source et légende : version française (VF) sur RS Doublageet Doublage Québec 

## Production

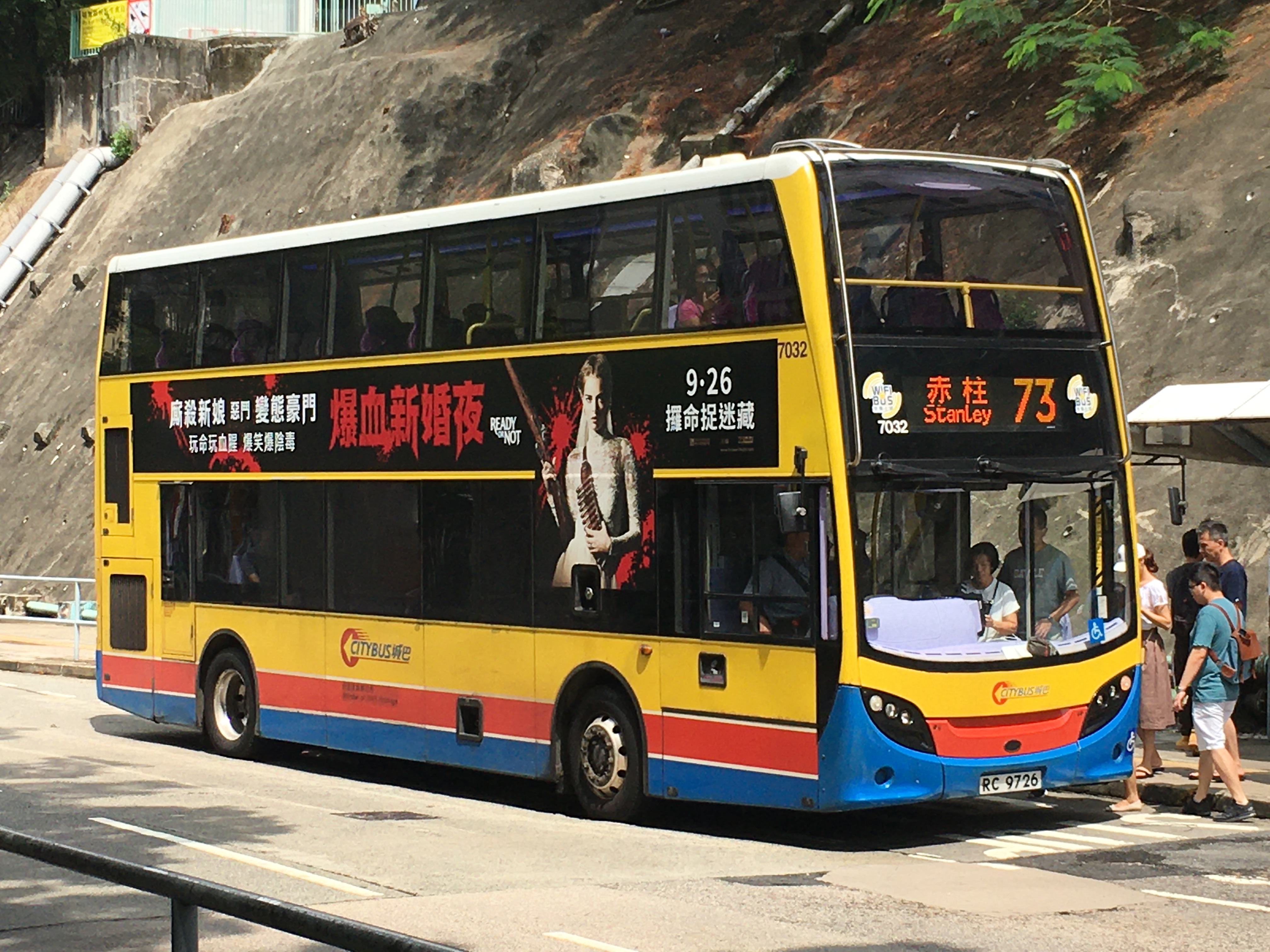
Un bus avec une publicité pour le film sur l'Île de Hong Kong.

En novembre 2017, le projet est annoncé par Fox Searchlight Pictures qui dévoile qu'il sera réalisé par le duo Matt Bettinelli-Olpin et Tyler Gillett, d'après un scénario écrit par Guy Busick et R. Christopher Murphy. Samara Weaving est la première actrice à rejoindre le projet en août 2018. Elle est suivie en septembre par Andie MacDowell. Elles sont suivis par le reste de la distribution qui signe en octobre 2018.
Le tournage débute officiellement le 15 octobre 2018 à Toronto au Canada. Il a duré 26 jours et s'est déroulé à la Casa Loma, au Sunnybrook Park, au Claireville Conservation Area ainsi qu'à Parkwood.

## Accueil

### Critiques
Lors de sa sortie aux États-Unis, le film reçoit des critiques principalement positives de la part de la critique américaines. Sur le site agrégateur de critiques Rotten Tomatoes, il obtient un score de 88 % de critiques positives, avec une note moyenne de 7,18/10 sur la base de 236 critiques positives et 31 négatives, lui permettant d'obtenir le statut « Frais », le certificat de qualité du site.
Le consensus critiques établi par le site résume que Wedding Nightmare est un film intelligent, subversif, drôle et sombre. Le mélange des genres du film ainsi que la performance de Samara Weaving sont également encensé par plusieurs professionnels
Sur Metacritic, le film séduit également la critique avec un score de 64/100 sur la base de 37 critiques collectées.
En France, le film rencontre également des critiques généralement positives. Pour le site Culturopoing, le film refuse « de se plier aux diktats mollassons du cinéma d'horreur contemporain (...) et va jusqu'au bout de sa folie jubilatoire ». L'Écran fantastique salue l'audace et l'irrévérence du film et décrit la scène finale comme « explosive, sanglante et réjouissante ».
Pour Le Parisien, le film verse dans le gore mais n'est jamais dénué d'humour. Écran Large, Le Figaro ou encore Le Journal du Dimanche saluent la performance de Samara Weaving ainsi que l'humour noir du film. Pour Les Fiches du cinéma, le film « n’entrera pas au Panthéon du cinéma » mais offre au spectateur ce qu'il est venu chercher.

### Box-office
| Pays ou région | Box-office      | Date d'arrêt du box-office | Nombre de semaines |
| -------------- | --------------- | -------------------------- | ------------------ |
| France         | 473 134 entrées | 1er octobre 2019           | 5                  |
| États-Unis     | 28 714 231 $    | 24 octobre 2019            | 10                 |
| Mondial        | 57 384 179 $    | -                          | -                  |